# Frederico V da Dinamarca
Frederico V (Copenhague, 31 de março de 1723 – Copenhague, 14 de janeiro de 1766) foi o Rei da Dinamarca e Noruega de 1746 até sua morte. Era filho do rei Cristiano VI e da rainha Sofia Madalena de Brandemburgo-Kulmbach.

## Família

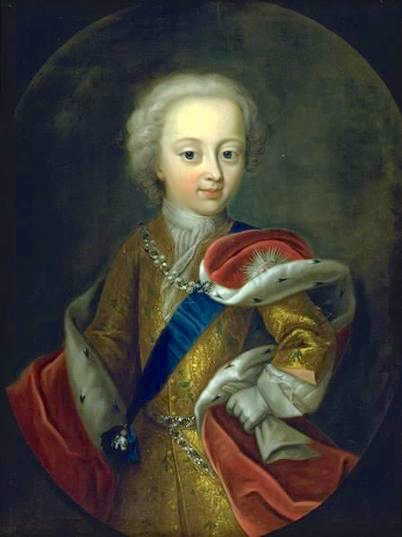
Frederico ainda criança ostentando a insígnia da Ordem do Elefante.

Frederico nasceu em 31 de março de 1723 no Palácio de Christiansborg. Era neto do rei Frederico IV da Dinamarca e filho do príncipe herdeiro dinamarquês Cristiano VI da Dinamarca e a sua esposa, a princesa Sofia Madalena de Brandemburgo-Kulmbach.
Em 12 de outubro de 1730, o seu pai ascendeu ao trono como rei Cristiano VI da Dinamarca, e Frederico se tornou príncipe herdeiro da Dinamarca. O Cristiano VI e Sofia Madalena eram profundamente dedicados ao pietismo, e Frederico recebeu uma educação estritamente religiosa, embora o mesmo não houvesse interesse em sentimentos religiosos. Frederico se transformou durante sua juventude em um hedonista que gostava de prazeres mundanos, como vinho e mulheres. Sua mãe, ironicamente, se referia a ele como "Der Dänische Prinz" (literalmente "O príncipe dinamarquês", em alemão), porque ele ocasionalmente falará dinamarquês, usando o alemão como a sua língua-mãe, como se era costumeiro na Família real dinamarquesa da época.
A propensão de Frederico para devassidão acelerou as negociações de seu casamento, casando-se pela primeira vez em Altona na Holsácia, em 11 de dezembro de 1743 com a princesa Luísa da Grã-Bretanha, filha do rei Jorge II e Carolina de Ansbach. Eles tiveram seis filhos, mas um foi natimorto. Sua consorte de personalidade vivaz viria a influenciar em sua popularidade como rei. Frederico teve inúmeras amantes, nenhuma proeminente como as amantes de seu avô o Frederico IV da Dinamarca. Ele preferiu parceiras casuais. Durante um período, houve um favorita que durante os anos de 1746-51 deu-lhe cinco filhos, uma mulher burguesa conhecida como madame Hansen, depois enobrecida por ele como "de Hansen," que de ano em ano era discretamente enviada a um casarão na ilha de Fiônia na Dinamarca, para dar a luz. A sua esposa, a princesa Luísa da Grã-Bretanha fingiu não notar os seus casos de adultérios.
O historiador maçônico norueguês Karl Ludvig Tørrisen Bugge, alegou que Frederico ainda como príncipe herdeiro foi incluído na Loja Maçônica São Martinho, em Copenhague, provavelmente em 3 de junho de 1744, e inspirado pelo rei prussiano Frederico, o Grande, que também fora incluído em uma loja maçônica antes de assumir o título de rei. Ambos tiveram pais que foram violentamente opostos aos maçons, mas ao contrário do rei da Prússia, Frederico V nunca publicou a sua adesão à sociedade.
Entretanto como um maçom ativo, ele inaugurou em 24 de junho de 1749 a primeira loja maçônica da Noruega.
Durante o período de 1743-44, "O palacete do príncipe" anteriormente utilizado por Cristiano VI como príncipe-herdeiro foi reformulada pelo mestre de obras real Niels Eigtved em estilo rococó como uma moderna mansão urbana ao estilo arquitetônico francês, de frente a um dos canais da cidade, para o então príncipe-herdeiro Frederico, e sua consorte residirem. Os interiores, especialmente o grande salão foi decorado por Eigtved, refletindo os pomposos detalhes que caracterizavam o primeiro palácio real de Christiansborg. Atualmente o edifício é a sede principal do Museu Nacional Dinamarquês.

## Reinado

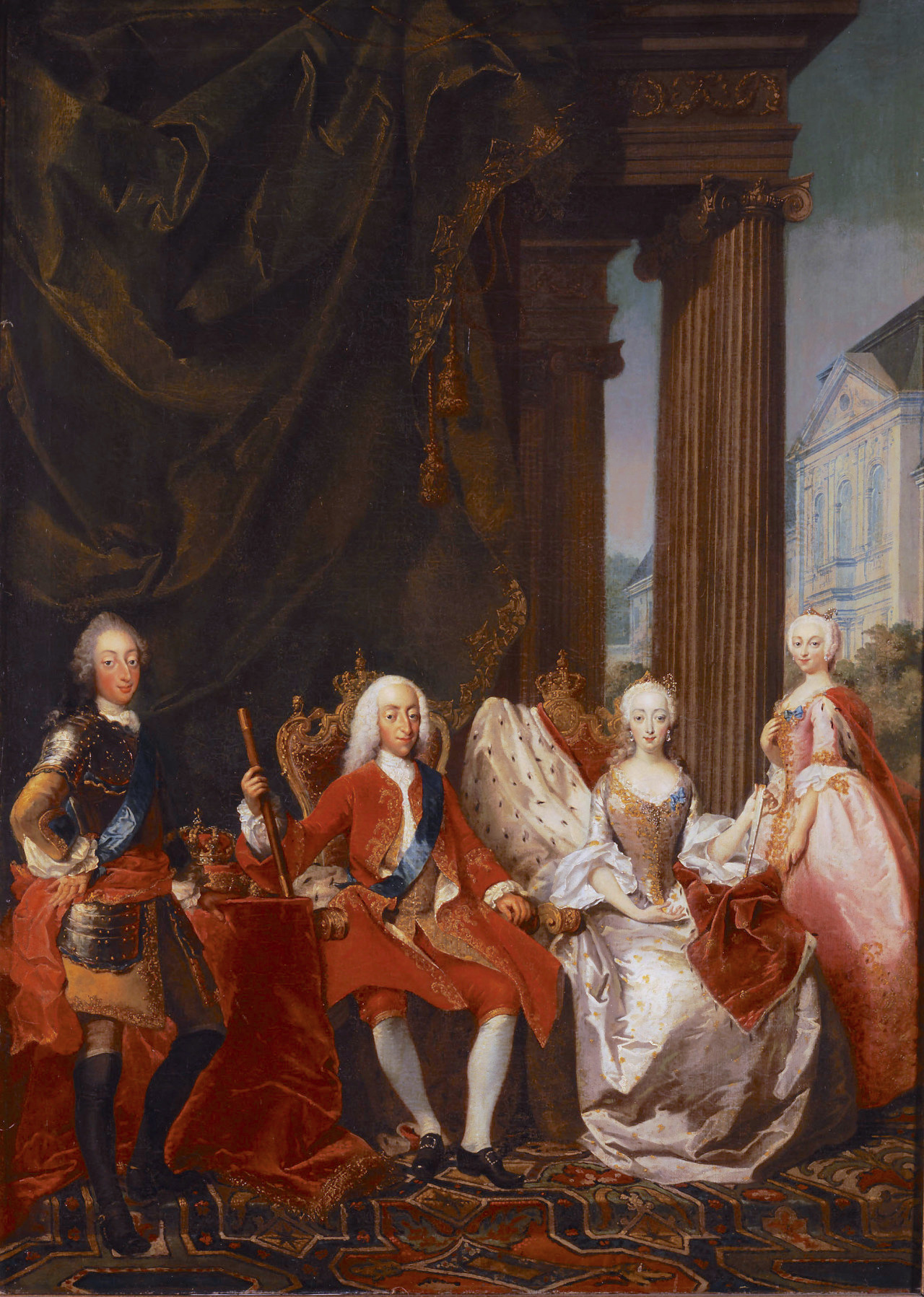
Frederico (primeiro da esquerda) e Luísa (última à direita), então príncipes herdeiros, com o rei Cristiano VI e a rainha Sofia Madalena, ao fundo vê-se o palácio de Hirschholm. Pintado por Marcus Tuscher, em 1744.

Em 6 de agosto de 1746, um dia antes das festividades das bodas de prata de seus pais,o seu pai morreu no palácio de Hirschholm, então o retiro de verão da família real dinamarquesa. Frederico e Luísa imediatamente ascenderam ao trono da Dinamarca-Noruega e foram ungidos na Capela do Palácio de Frederiksborg no ano seguinte. A influência pessoal de Frederico era limitada, fazendo dele um dos governantes absolutos que menos fez para força do estado. Embora o rei como regente tomou parte na condução do governo, participando de reuniões de conselho, ele foi afligido pelo alcoolismo e a maior parte de seu governo foi dominado por ministros muito capazes, como o conde A.G. Moltke, - a qual ele mantinha como um favorito, J.H.E. Bernstorff e H.C. Schimmelmann marcando seu reinado com o progresso do comércio e da indústria emergente de pólvora e canhões de fundição em Frederiksværk, construída pelo burguês Johan Frederik Classen. Eles também evitaram envolver a Dinamarca nas guerras da europeias de seu tempo. O país permaneceu neutro, mesmo durante o período da Guerra dos Sete Anos ( 1756-63 ), apesar da sua proximidade aos combatentes Rússia e Suécia, um ato que, sem dúvida, formou a percepção do período como feliz.
No mesmo período foram criados um hospital e um orfanato destinado a jovens pobres, inaugurado em Christianshavn em 1 de Outubro de 1753, ambos com patrocínio da casa real. Em 29 de junho de 1753 Frederico V criou o primeira casa lotérica da Dinamarca, operante até os dias de hoje sob o nome "Klasselotteriet".

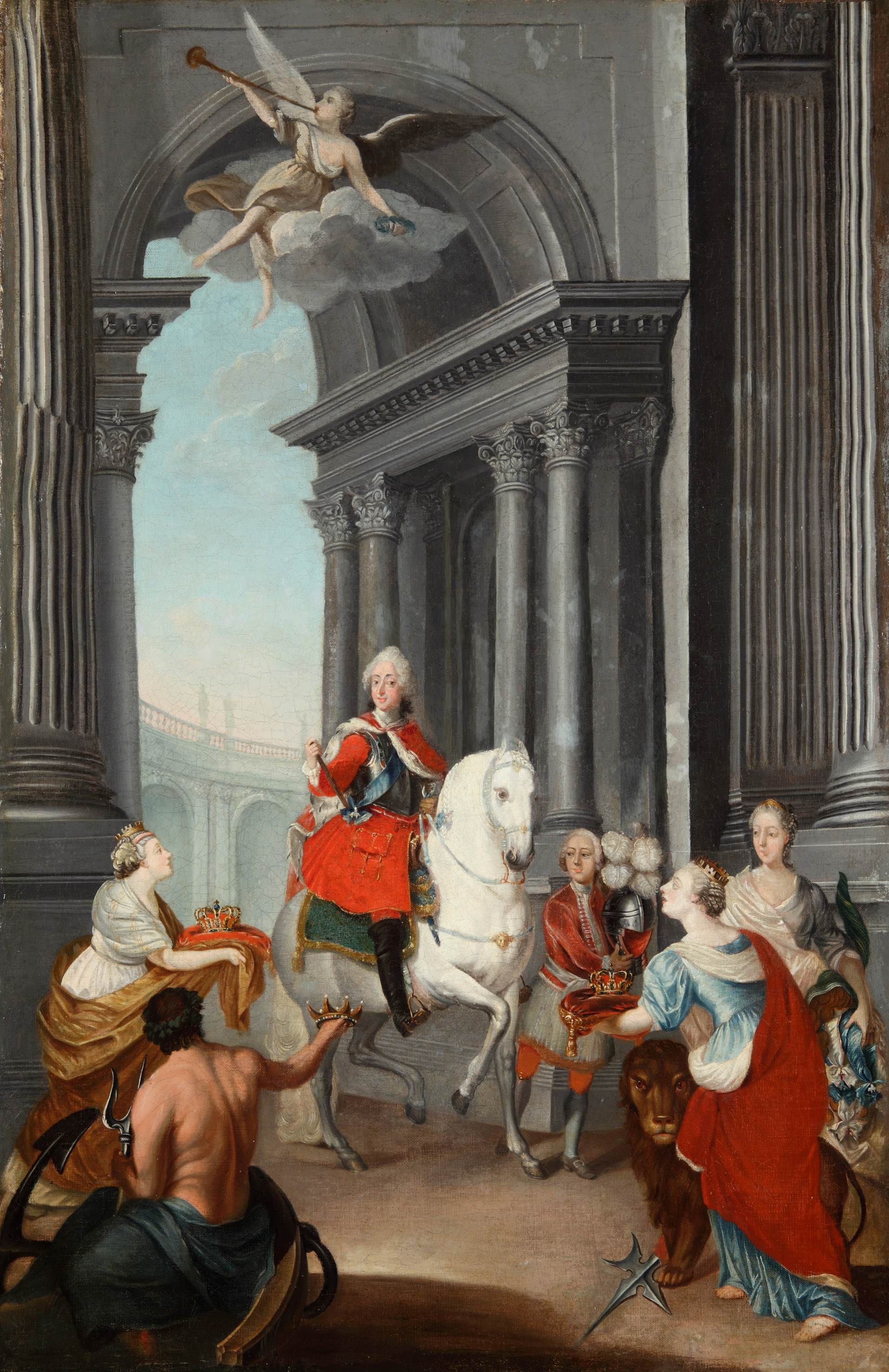
Frederico V saudado pela Dinamarca-Noruega como rei, pintado por Gerhard.

A arte ea ciência estavam em boas condições sob o seu reinado, muito provavelmente influenciado por sua cativante primeira esposa, ja ele mesmo não nutria nenhum interesse por assuntos culturais, fora novamente permitido o entretenimento público e a liberdade de expressão, que tinha sido banida sob a hipocrisia pietista que caracterizava o reinado de seu pai, e em 1748 o teatro projetado por Nicolai Eigtved, em Kongens Nytorv, praça central da cidade de Copenhague foi reaberto, a Academia real dinamarquesa de arte, foi fundada recebendo seu nome e inaugurada oficialmente em 31 de março 1754, seu 31º aniversário. Frederico adquiriu em 1754 o que viria a ser conhecida como as Índias Ocidentais Dinamarquesas (atual Ilhas Virgens) da Companhia das Índias Ocidentais.

O apontamento do conde Moltke como Camareiro-Mor, um cargo que já tinha sido um mero posto da corte, era agora a posição de destaque na corte que deu oportunidade a Moltke como confidente do rei a ficar próximo dele desde o acordar até ao cair da noite, com o rei comentando com ele sobre tudo que havia em mente, permitindo que Moltke pudesse influenciar em todas as áreas onde o agradara mais. Uma de suas principais atribuições era cuidar de sua "dissoluta" Majestade para que não prejudicasse a reputação da família real com suas orgias constantes.

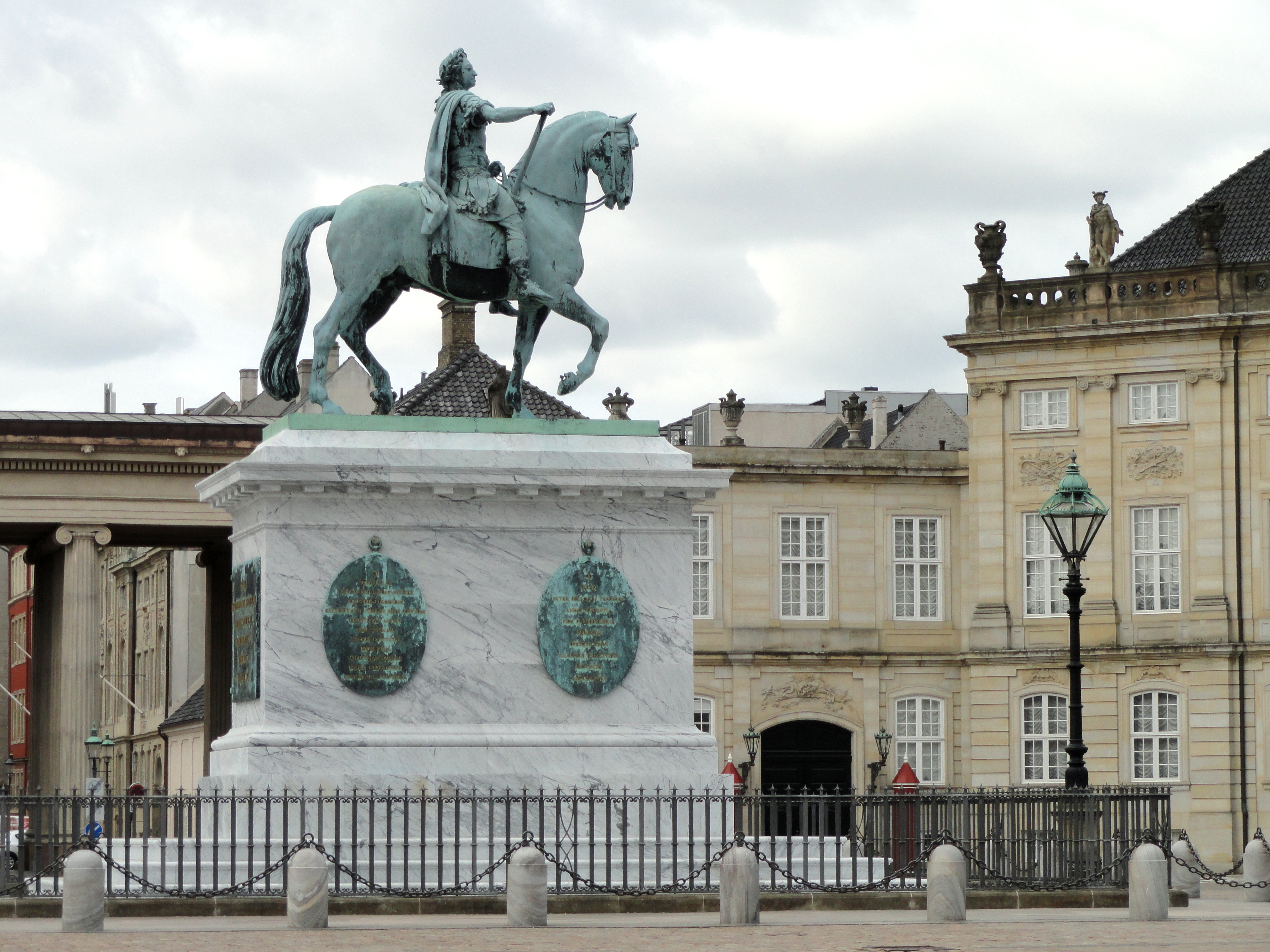
Estátua equestre de Frederico V, obra do escultor Jacques Saly.

 Um dos principais interesses de Frederico eram as artes da guerra, que rivalizava com as atitudes antimilitares que caracterizavam seus conselheiros, ele gostava de expedições de caça, e ficou com predileção nos domínios de caça de Jægersborg Dyrehave a maior parte do seu tempo.
Luisa faleceu precocemente em 19 de dezembro de 1751 no palácio real de Christiansborg , precedendo seu marido por 14 anos , causando grande impacto na família real e na vida da corte , onde ela era adorada . Ela foi velada com grande pompa na capela do palácio real. No momento da sua morte, ela estava grávida de seu sétimo filho, que também morreu .

Um novo casamento para o rei, organizado por Moltke, teve lugar no palácio de Frederiksborg em 8 de julho de 1752 com a cunhada de Frederico o Grande da Prússia, a duquesa Juliana-Maria de Brunsvique-Wolfenbüttel , na época com 23 anos de idade, filha de Fernando Alberto II , duque de Brunsvique-Wolfenbüttel. O casamento foi altamente desaprovado pelo povo que tinha como muito cedo 

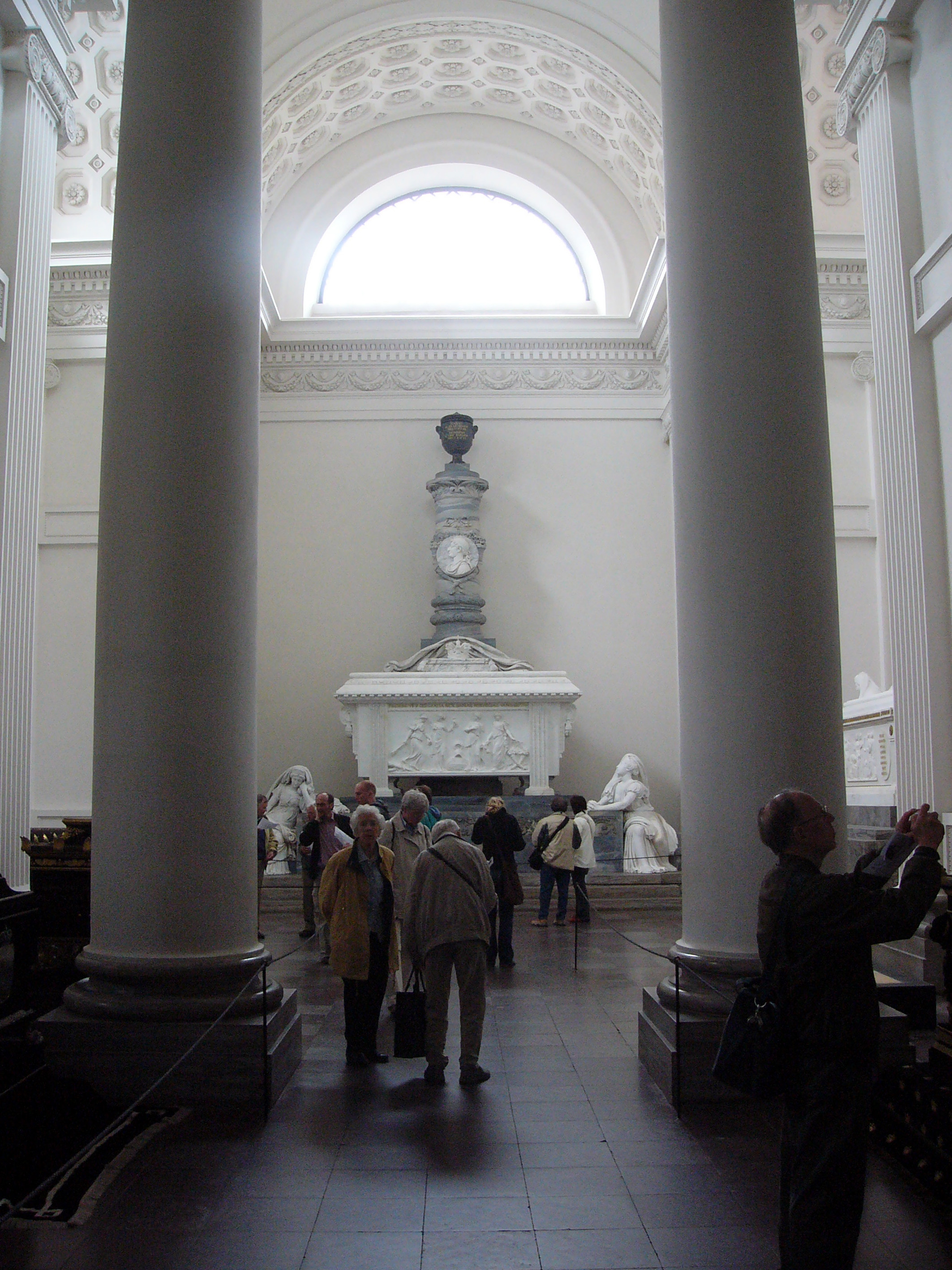
Sarcófago de Frederico V, na catedral de Roskilde.

para o rei casar-se novamente. A corajosa princesa não cairá ao gosto do rei, com a corte ela nunca viria a ser popular - sem outra causa identificável do que provavelmente seu rígido senso de etiqueta, comumente praticada nas cortes principescas do Sacro Império, que pode ter parecido menos amigável que a inglesa Luisa.
Seu notável filho foi o Príncipe-Presuntivo Frederico-Fernando, que viria a ser, por sua vez, pai do rei Cristiano VIII e avô de Luísa de Hesse, rainha e ancestral direta da atual linhagem da família real. Juliana-Maria morreu em 1796, tendo sido de fato a  regente do reino sob o nome de seu filho, após a cúpula de estado contra o iluminista Johann Friedrich Struensee.

### Morte
Após uma queda de embriaguez no ano de 1760, o rei teve uma de suas pernas quebrada, enfraquecendo-o muito, de acordo com declarações literárias de sua contemporânea Dorothea Biehl, o rei era por muitas vezes visto em uma condição "onde seu braço não era o suficiente forte para trazer seu chapéu a cabeça novamente, sem a ajuda de Moltke. "o rei morreu jovem com 42 anos de idade, e depois de vinte anos de reinado. Frederico foi uma boa mudança se comparado à autocracia do pio Cristiano VI, e quando faleceu, havia muitos que choravam. Suas últimas palavras teriam sido: "É um grande consolo para mim na minha última hora que eu nunca deliberadamente ter ofendido ninguém e que não há uma gota de sangue em minhas mãos."
Os restos do rei Frederico V estão em um sarcófago na catedral de Roskilde, ao lado do da rainha Luísa.
Em 1 de agosto de 1771, cinco anos após a morte do rei, uma monumental estátua pelo escultor francês Jacques François Joseph Saly de Frederico V a cavalo vestido com o traje de um imperador romano foi revelada na praça de Amalienborg, em Copenhague.

## Descendência
| Nome                           | Nascimento                     | Morte                             | Notas                                                                    |
| ------------------------------ | ------------------------------ | --------------------------------- | ------------------------------------------------------------------------ |
| Príncipe herdeiro Christian    | Copenhague, 7 de julho de 1745 | Frederiksborg, 3 de junho de 1747 | morreu na infância                                                       |
| Princesa Sofia Madalena        | 3 de julho de 1746             | 21 de agosto de 1813              | casou-se em 1766, Gustavo III, Rei da Suécia; teve descendência          |
| Princesa Guilhermina Carolina  | 10 de julho de 1747            | 19 de janeiro de 1820             | casou-se em 1763, Guilherme I, Eleitor de Hesse; teve descendência       |
| Rei Cristiano VII              | 29 de janeiro de 1749          | 13 de março de 1808               | casado, 1766, Princesa Caroline Matilda; teve descendência               |
| Princesa Luísa                 | 30 de janeiro de 1750          | 12 de janeiro de 1831             | casado, 1766, Carlos de Hesse-Cassel; teve descendência                  |
| Príncipe Hereditário Frederico | 11 de outubro de 1753          | 7 de dezembro de 1805             | casado, 1774, Sofia Frederica de Meclemburgo-Schwerin; teve descendência |

Seus filhos oficialmente reconhecidos por Else Hansen:
- Frederikke Margarethe de Hansen, Condessa de Destinon (1747–1802)
- Frederikke Catherine de Hansen, condessa de Lützau (1748–1822)
- Anna Marie de Hansen, Sra. Fehmann, mais tarde Sra. van Meulengacht (1749–1812)
- Sophie Charlotte de Hansen, Condessa d'Origny (1750–1779)
- Ulrik Frederik de Hansen (1751–1752)